# Fort aan de Zouw

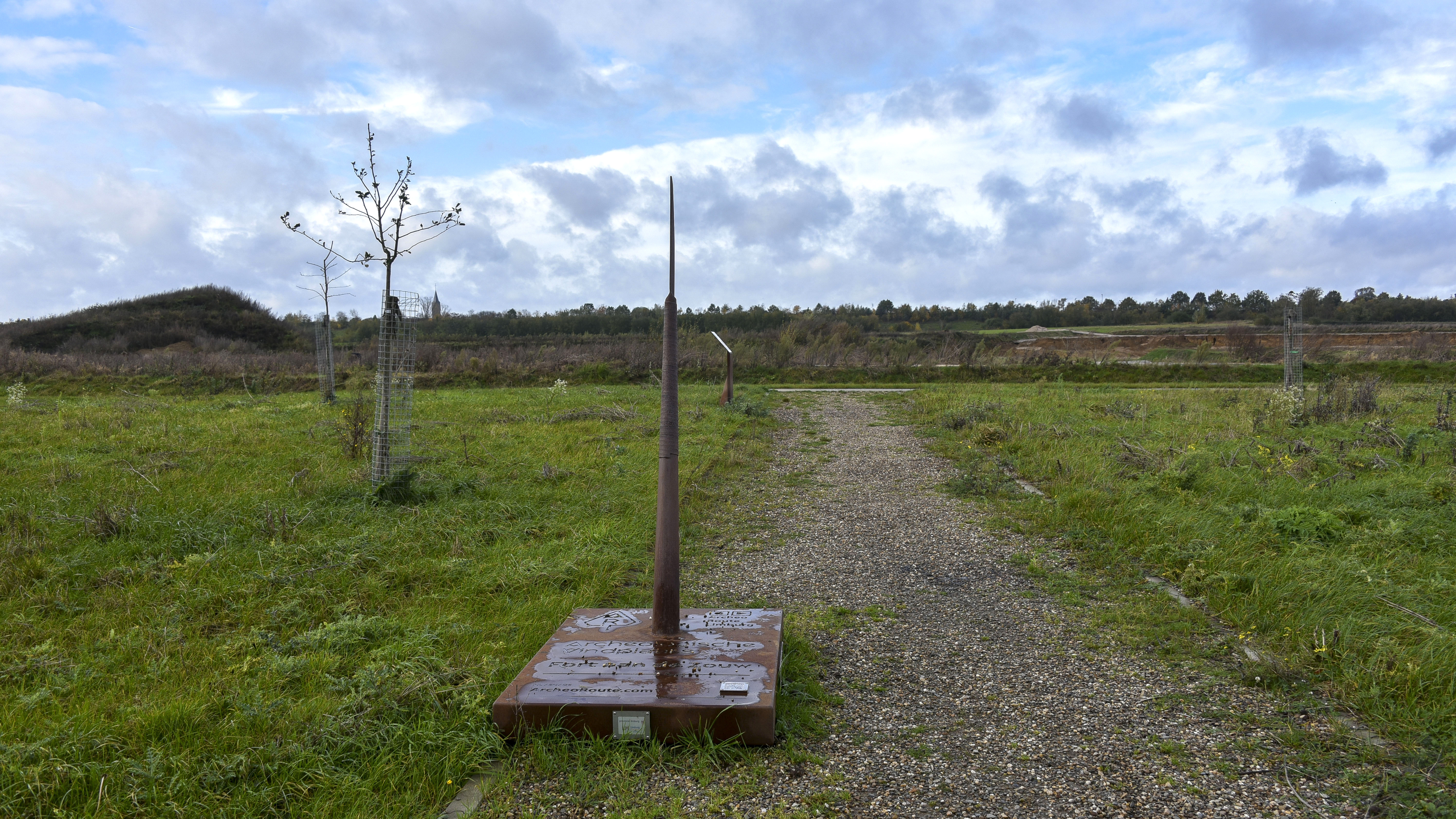
Fort aan de Zouw

Het Fort aan de Zouw is een archeologische site met de overblijfselen van een Karolingisch fort in Romeinse stijl. De site is gelegen in het Lanakerveld, gelegen in de deelgemeente Veldwezelt van Lanaken in de Belgische provincie Limburg en de Nederlandse stad Maastricht. Het archeologisch onderzoek in 2017 vond plaats op een site gelegen in Veldwezelt.

## Geschiedenis
In 2017 werden tijdens een onderzoek naar leemontginning in het Zouwdal tussen Veldwezelt en Maastricht, de overblijfselen van een Karolingisch fort in Romeinse stijl (castrum of castellum) ontdekt.
Met radiokoolstofdatering op organisch materiaal en aardewerk kon het fort gedateerd worden tussen eind de 7e eeuw en begin 10e eeuw. Het stamt vermoedelijk uit de periode van Karel Martel en lag aan een toegangsweg met de Maas en het vroegmiddeleeuwse Maastricht. Het betreft de eerst gekende vondst van dit soort in België en Nederland. Gezien de omvang bestaat de kans dat de overblijfselen verder doorlopen op Nederlands grondgebied.

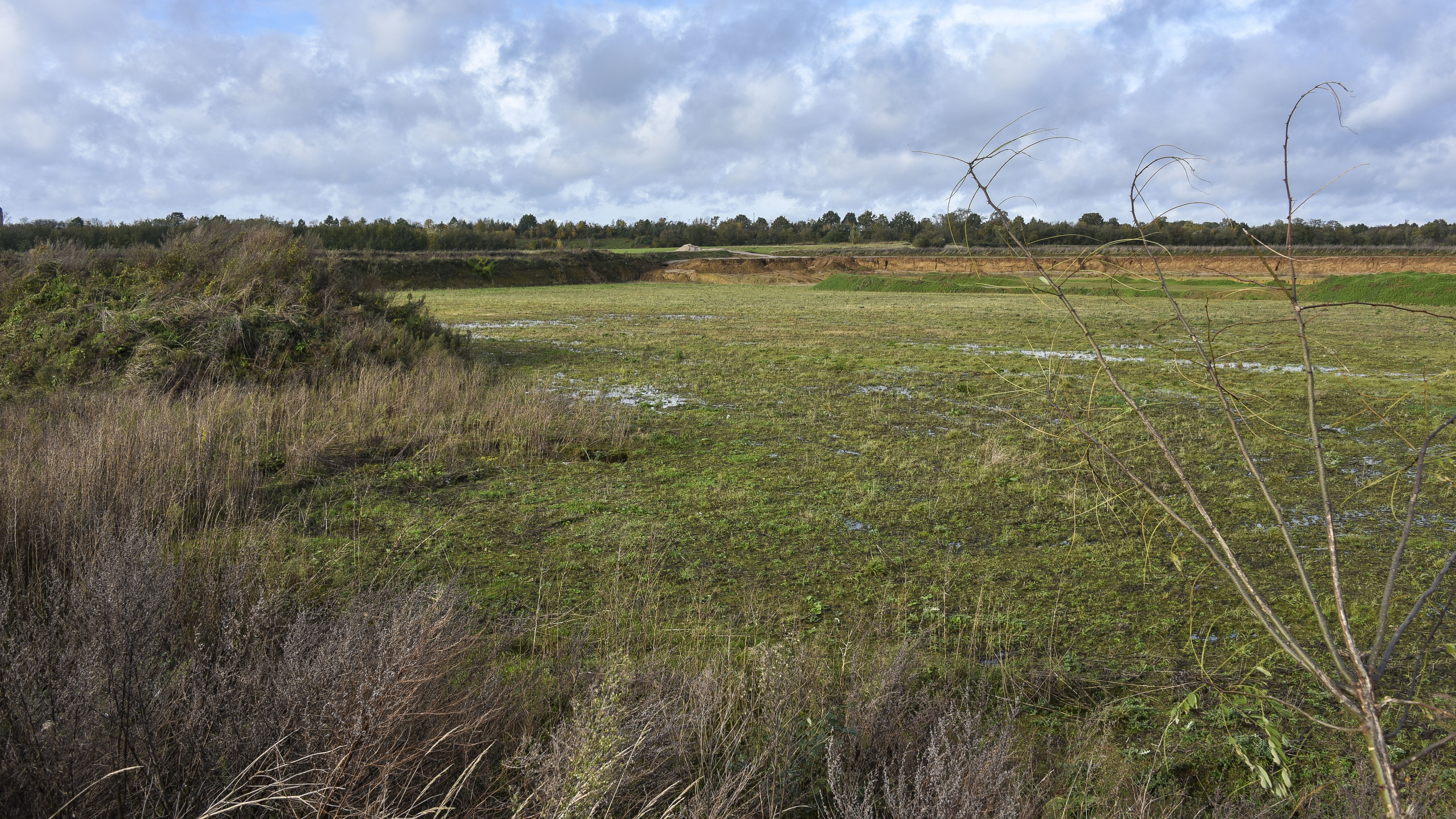
Locatie van de archeologische opgraving

Ter bescherming werd de site met haar vondsten in 2023 door het agentschap Onroerend Erfgoed al voorlopig geklasseerd als officiële archeologische site.

## Vondsten
Er werden overblijfselen gevonden van fortwallen met een reeds opgegraven lengte van 155 m, een bijbehorend poortgebouw en verdedigingsgrachten. Verder vond men ook oude dierenbotten, plantenresten en aardewerk.